# Giovanni David (peintre)
Pour les articles homonymes, voir David et Giovanni David.
Giovanni David, né à Cabella Ligure en 1743 et mort à Gênes en 1790, est un graveur et un peintre italien qui a été actif au XVIIIe siècle.

## Biographie
En 1770, Giovanni David partit pour Rome où il se forma auprès de Domenico Corvi.
En 1775 son tableau, Moïse montrant les Tables de la Loi, remporta le premier prix à l'Accademia di San Luca et au cours de cette même année, il s'installa à Venise protégé par l'ambassadeur génois Giacomo Durazzo.
À Venise il dessina aussi des décors pour le théâtre de La Fenice.
En 1780 il retourna à Gênes  et par la suite il voyagea en France, au Royaume-Uni et aux Pays-Bas.
Giovanni David décora le Salon du Grand Conseil du Palazzo Ducale.

## Œuvres

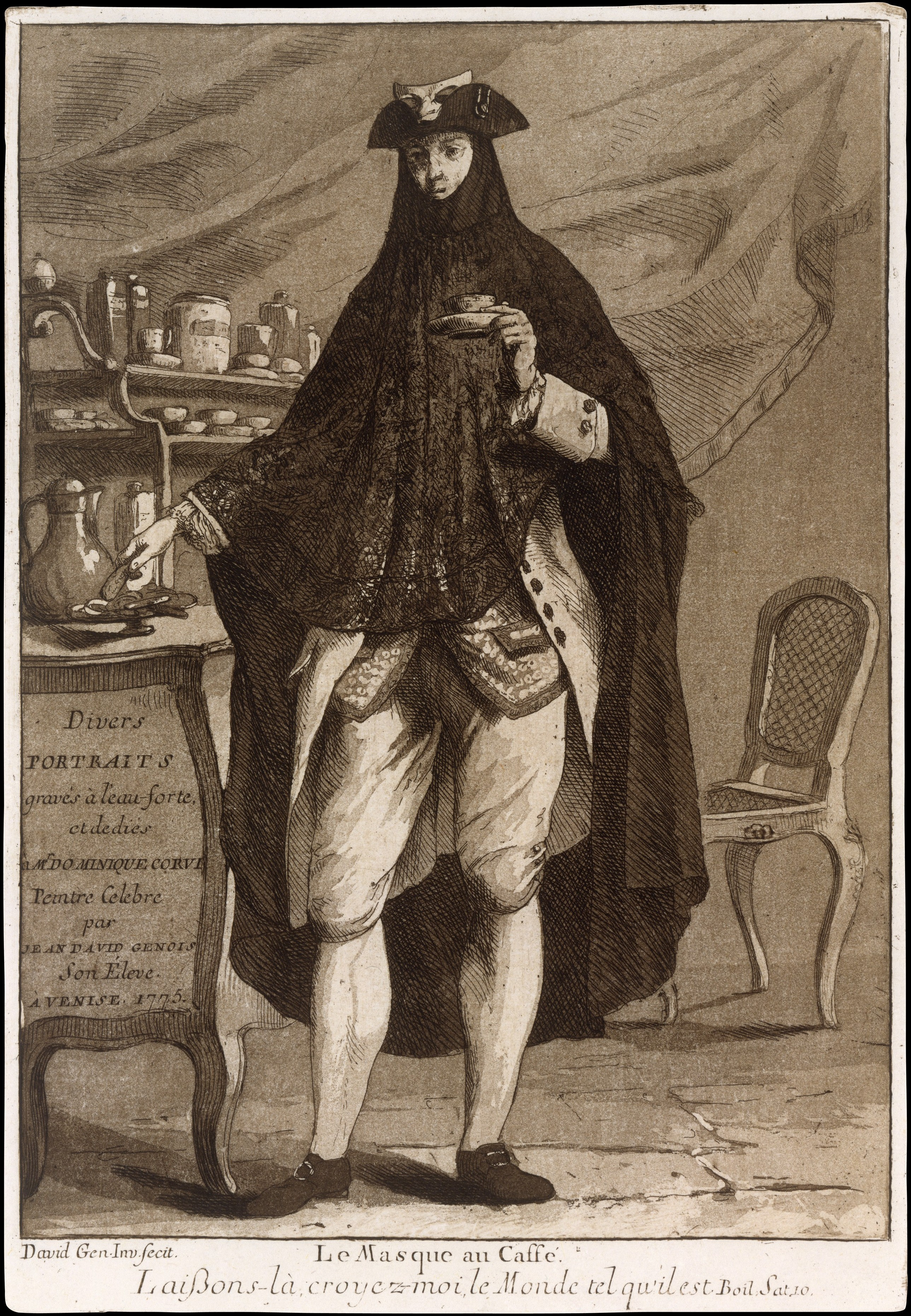
Le Masque au Caffé, eau-forte et aquatinte (1775, Metropolitan Museum of Art).

- Psyché curieuse (1770), collection privée.
- Moïse montrant les Tables de la Loi (1775).
- Mise au Tombeau,
- Allégorie de l'Hiver
- Découverte de Romulus et Rémus,
- La Bataille de la Meloria (fresque), Salon du Grand Conseil, Palazzo Ducale, Gênes.
- Tobie enterrant les morts, huile sur toile, 0,85 × 0,745, Musée Fabre, Montpellier[1]